# Richard Clough Anderson
Richard Clough Anderson (* 4. August 1788 bei Louisville, Virginia; † 24. Juli 1826 bei Cartagena, Großkolumbien) war ein US-amerikanischer Politiker. Zwischen 1817 und 1821 vertrat er den Bundesstaat Kentucky im US-Repräsentantenhaus. Außerdem war er amerikanischer Gesandter im heutigen Kolumbien.

## Werdegang
Der im heutigen Kentucky geborene Richard Anderson genoss zunächst eine private Schulausbildung und besuchte dann bis 1804 das College of William & Mary in Williamsburg (Virginia). Nach einem anschließenden Jurastudium und seiner Zulassung als Rechtsanwalt begann er in diesem Beruf zu arbeiten. Politisch war Anderson Mitglied der Demokratisch-Republikanischen Partei. Im Jahr 1815 wurde er Abgeordneter im Repräsentantenhaus von Kentucky. Bei den Kongresswahlen des Jahres 1816 wurde er im achten Wahlbezirk von Kentucky in das US-Repräsentantenhaus in Washington, D.C. gewählt, wo er am 4. März 1817 die Nachfolge von Stephen Ormsby antrat. Nach einer Wiederwahl im Jahr 1818 konnte er bis zum 4. März 1821 zwei Legislaturperioden im Kongress absolvieren. Ab 1819 war er Vorsitzender des Ausschusses zur Verwaltung der öffentlichen Liegenschaften.
Im Jahr 1820 verzichtete Anderson auf eine erneute Kongresskandidatur. Von 1821 bis 1822 war er erneut Abgeordneter im Staatsparlament, dessen Speaker er im Jahr 1822 war. Im Januar 1823 wurde Anderson zum ersten amerikanischen Gesandten in Kolumbien ernannt. Richard Anderson starb am 24. Juli 1826 in Cartagena und wurde auf dem Anwesen „Soldiers Retreat“ nahe Louisville beigesetzt. In Kentucky wurde das Anderson County nach ihm benannt.